# Vito Fumagalli
Vito Fumagalli (* 15. Juni 1938 in Bardi, Provinz Parma; † 14. April 1997) war ein italienischer Mittelalterhistoriker und Abgeordneter in der Camera dei deputati in der XII. Legislaturperiode  (15. April 1994 – 8. Mai 1996).
1957 erhielt er ein Stipendium an der Scuola Normale Superiore di Pisa und studierte an der dortigen Universität mittelalterliche Geschichte bei  Arsenio Frugoni, Cinzio Violante, Giovanni Miccoli und Ottorino Bertolini, bei dem er 1961 mit einer Arbeit über Gerald von Aurillac promovierte. Danach war er zunächst fünf Jahre als Gymnasiallehrer tätig. 
Unter Gerd Tellenbach forschte er von 1966 bis 1969 als Assistent am Deutschen Historischen Institut in Rom, da die Kooperation mit der italienischen Geschichtswissenschaft auch institutionell verankert werden sollte und Fumagallis landesgeschichtliche Studien zu den Markgrafen von Canossa gut zu Tellenbachs Konzept passten. Es folgte ein Jahr als unbesoldeter Assistent bei Nicola Cilento an der Universität Macerata. 1970 wurde er Nachfolger von Girolamo Arnaldi in Bologna. 1984 wurde er in den Wissenschaftlichen Beirat des Centro Italiano di Studi sull’Alto Medioevo gewählt.
Der im Wahlkreis Parma-Collecchio 1994 direkt gewählte Fumagalli war Mitglied der linken Fraktion Progressisti – Federativo, die von Luigi Berlinguer geleitet wurde und der auch Giorgio Napolitano, Livia Turco, Giovanna Melandri, Anna Finocchiaro, Fabio Mussi, Vincenzo Visco, Alfonso Pecoraro Scanio, Achille Occhetto, Walter Veltroni oder Nilde Iotti angehörten. Fumagalli war Mitglied in der Commissione Cultura della Camera.

## Veröffentlichungen (Auswahl)
- Le origini di una grande dinastia feudale. Adalberto-Atto di Canossa, Tübingen 1971
- Terra e società nell’Italia padana. I secoli IX e X, Bologna 1974 (korrigierte Neuausgabe Turin 1976)
- Coloni e signori nell’Italia settentrionale. Secoli VI–XI, Bologna 1978
- Quando il cielo s’oscura. Modi di vita nel Medioevo, Bologna 1987
- La pietra viva. Città e natura nel Medioevo, Bologna 1988
- Solitudo carnis. Vicende del corpo nel Medioevo, Bologna 1990
- L’alba del Medioevo, Bologna 1993
- Paesaggi della paura. Vita e natura nel Medioevo, Bologna 1994
- Scrivere la storia. Riflessioni di un medievista, Roma-Bari 1995 (Aufsatzsammlung, teilweise bereits veröffentlicht)
- Uomini contro la storia, Bologna 1995
- Matilde di Canossa. Potenza e solitudine di una donna nel Medioevo, Bologna 1996